# NGC 2360
NGC 2360 је расејано звездано јато у сазвежђу Велики пас које се налази на NGC листи објеката дубоког неба.
Деклинација објекта је - 15° 38' 29" а ректасцензија 7h 17m 43,1s. Привидна величина (магнитуда) објекта NGC 2360 износи 7,2. NGC 2360 је још познат и под ознакама OCL 589.